# 抽芽紫珠
抽芽紫珠（学名：Callicarpa prolifera）是马鞭草科紫珠属的植物，为中国的特有植物。分布在中国大陆的云南等地，生长于海拔1,500米至2,200米的地区，多生在山坡林下湿阴处，目前尚未由人工引种栽培。

## 异名
- Callicarpa prolifera C. Y. Wu var. rubroglandulosa S. L. Chen